# П'ятий (селище)
П'ятий (каз. Бесінші) — станційне селище у складі Алакольського району Жетисуської області Казахстану. Входить до складу Бескольського сільського округу.
У радянські часи селище мало назву Роз'їзд №5.
Населення — 34 особи (2021; 192 у 2009, 47 у 1999, 28 у 1989).